# Round Trip Time
Round Trip Time (Round-trip delay time, RTD, RTT) – minimalny czas wymagany do przesłania sygnału w obu kierunkach, od nadawcy do odbiorcy, a następnie w drugą stronę, po którym możemy otrzymać potwierdzenie otrzymania wiadomości. RTD jest istotne m.in. w telefonii, a w przypadku ACK i NAK bezpośrednio wpływa na przepustowość.